# وادداککاچچی
وادداککاچچی (به لاتین: Vaddakkachchi) یک منطقهٔ مسکونی در سری‌لانکا است که در استان شمالی (سری‌لانکا) واقع شده‌است.